# Amine Linganzi
Amine Linganzi Koumba (Algeri, 16 novembre 1989) è un ex calciatore algerino naturalizzato congolese (Repubblica del Congo), cresciuto in Francia, di ruolo centrocampista.

## Carriera

### Club
Dopo aver giocato con il Saint-Étienne, il 28 gennaio 2010 firma un contratto da tre anni e mezzo con il Blackburn Rovers.

### Nazionale
Ha esordito con la maglia della Nazionale congolese nel 2013.

## Palmarès

### Club

#### Competizioni nazionali
- Football League Two: 1

Portsmouth: 2016-2017